# Pleustes behningi
Pleustes behningi är en kräftdjursart. Pleustes behningi ingår i släktet Pleustes och familjen Pleustidae. Inga underarter finns listade i Catalogue of Life.